# Klare lijn

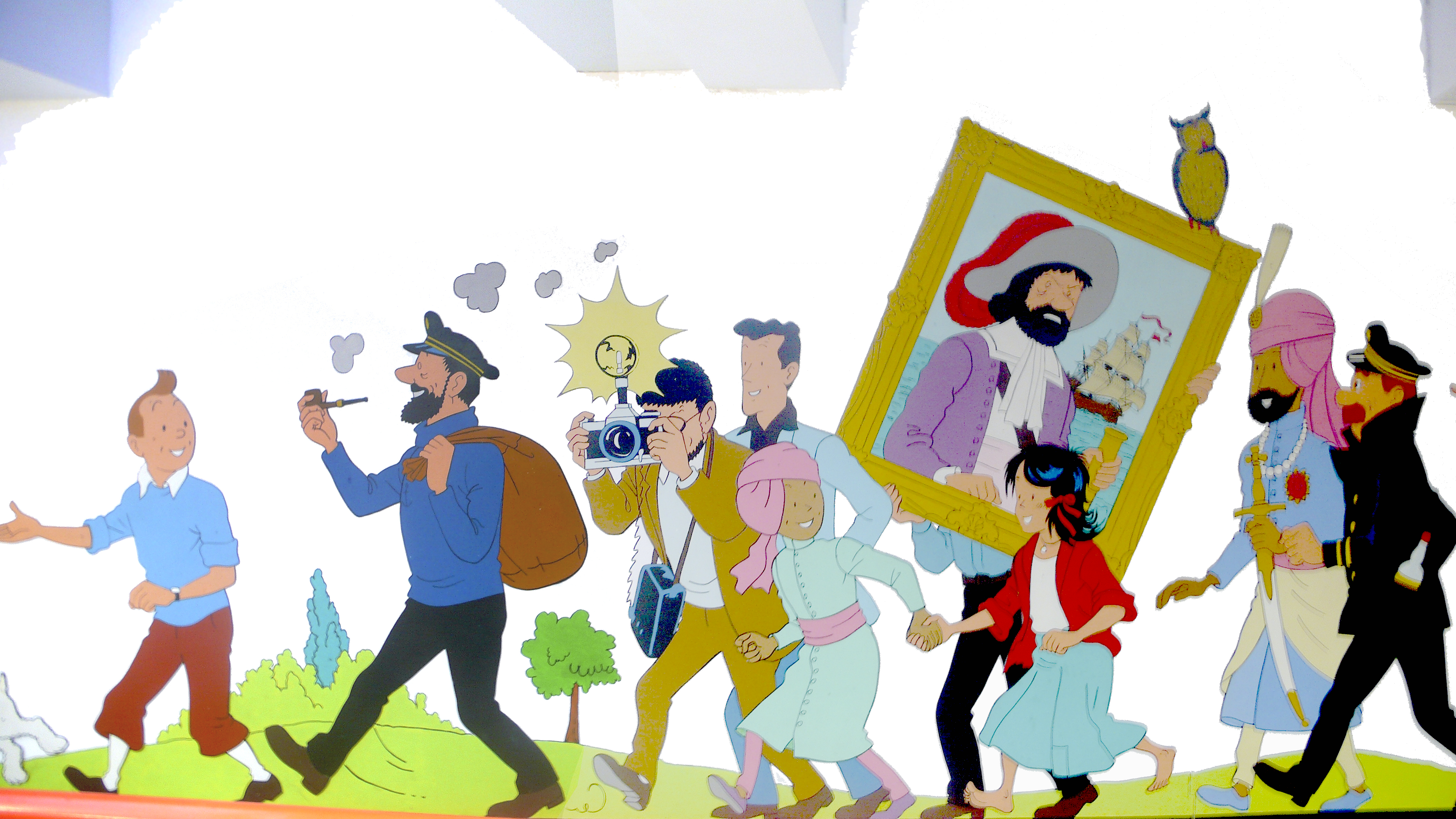
Muurschildering naar een ontwerp van Hergé in Brussel

Klare lijn is de benaming voor een bepaald soort, niet exact te definiëren tekenstijl voor strips die oorspronkelijk gebruikt werd om de stijl van Hergé (vooral bekend van de strip De avonturen van Kuifje) en zijn navolgers aan te duiden. De term werd bedacht door Joost Swarte en voor het eerst gebruikt ter gelegenheid van de tentoonstelling Kuifje in Rotterdam in 1977. Andere namen die ook wel gebruikt worden zijn "Hergé-stijl" en "Kuifje-stijl".

## Brusselse school
De term klare lijn wordt nog al eens verward met het begrip Brusselse school. De klare lijn is een van de stijlen die tot de Brusselse school worden gerekend. De Brusselse school staat voor de stijlopvatting van de stripmakers Hergé, Edgar P. Jacobs en Jacques Martin. Deze drie stripauteurs stonden aan de wieg van het weekblad Kuifje en maakten als zodanig school. De voorkeur voor een strak (semi)realisme is hun gemeenschappelijke kenmerk en werd als zodanig ook nagevolgd door andere stripauteurs die voor het weekblad gingen werken. Genoemd naar de vestigingsplaats van de uitgever van het weekblad Kuifje worden deze statische, strakke stijlen de Brusselse school genoemd. Vaak wordt deze term gebruikt als tegenhanger van de zogenaamde school van Marcinelle, genoemd naar de vestigingsplaats van de uitgever van het weekblad Robbedoes, de grote concurrent van het weekblad Kuifje. Bij de school van Marcinelle is er juist sprake van dynamische, humoristische stripstijlen.

## Omschrijving
De klare lijn is niet exact te definiëren en om die reden zal het altijd voor discussie vatbaar blijven om bepaalde tekenaars er wel of niet toe te rekenen. "Het lijkt op Kuifje" is een weinig bruikbare, algemene omschrijving, evenals "heldere, overzichtelijke plaatjes, gerealiseerd in een strakke lijnvoering" of "tekeningen met contourlijnen, die met vlakke kleuren worden ingevuld". Toch zijn er wel enkele kenmerken te noemen:
- Cartoonachtige personages in een realistisch decor.
- Kunst van het weglaten, alleen de essentiële lijnen worden neergezet, overbodige details worden niet getekend.
- Weinig variatie in de lijndikte van de contourlijnen (gematigd dik dun verloop).
- Niet of nauwelijks gebruik van schaduwen en arceringen
- Heldere vlakverdeling in de tekeningen
- Eenheid en uniformiteit van de platen onderling (een uniforme, strakke lay-out).
- Indien het een kleurenstrip betreft: egale inkleuring, geen kleurverloop.

Hergé zelf benadrukte dat zijn tekenstijl niet los kon worden gezien van het verhaal. De tekeningen staan geheel ten dienste van het verhaal en zijn geen doel maar slechts een middel om een helder verhaal te vertellen.

## Geschiedenis

### Voorlopers

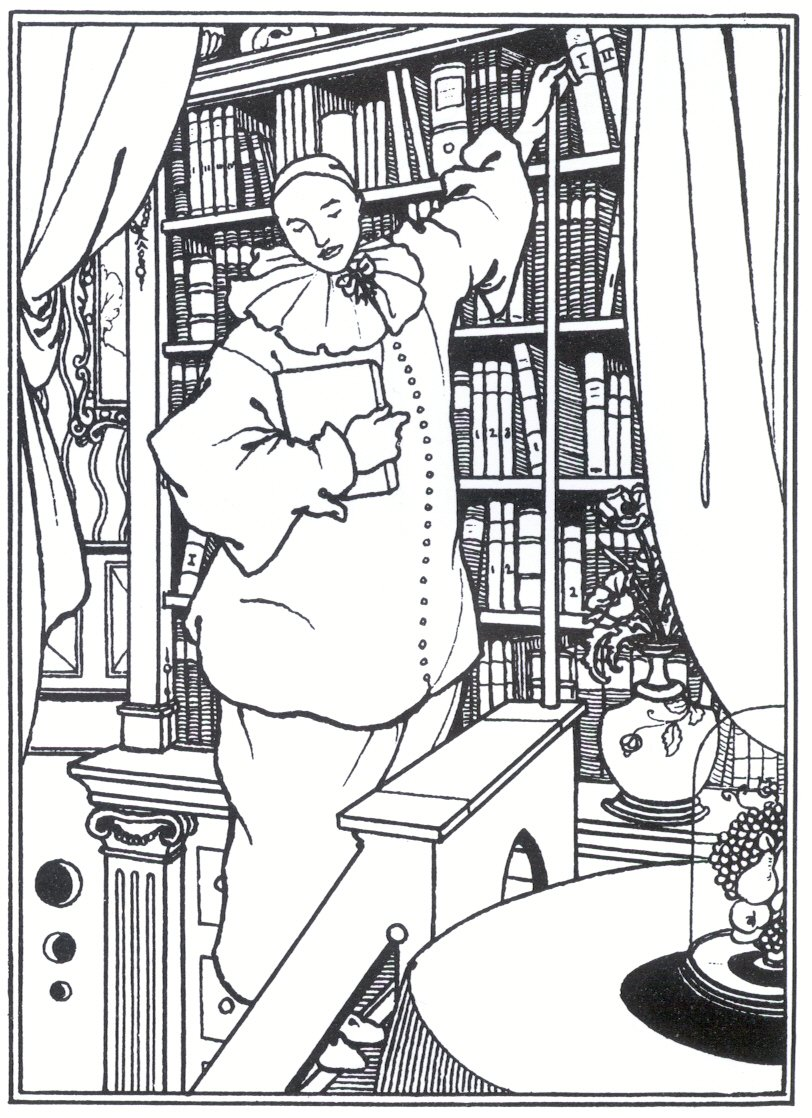
Aubrey Beardsley: ontwerp titelpagina Pierrot's Library, 1896

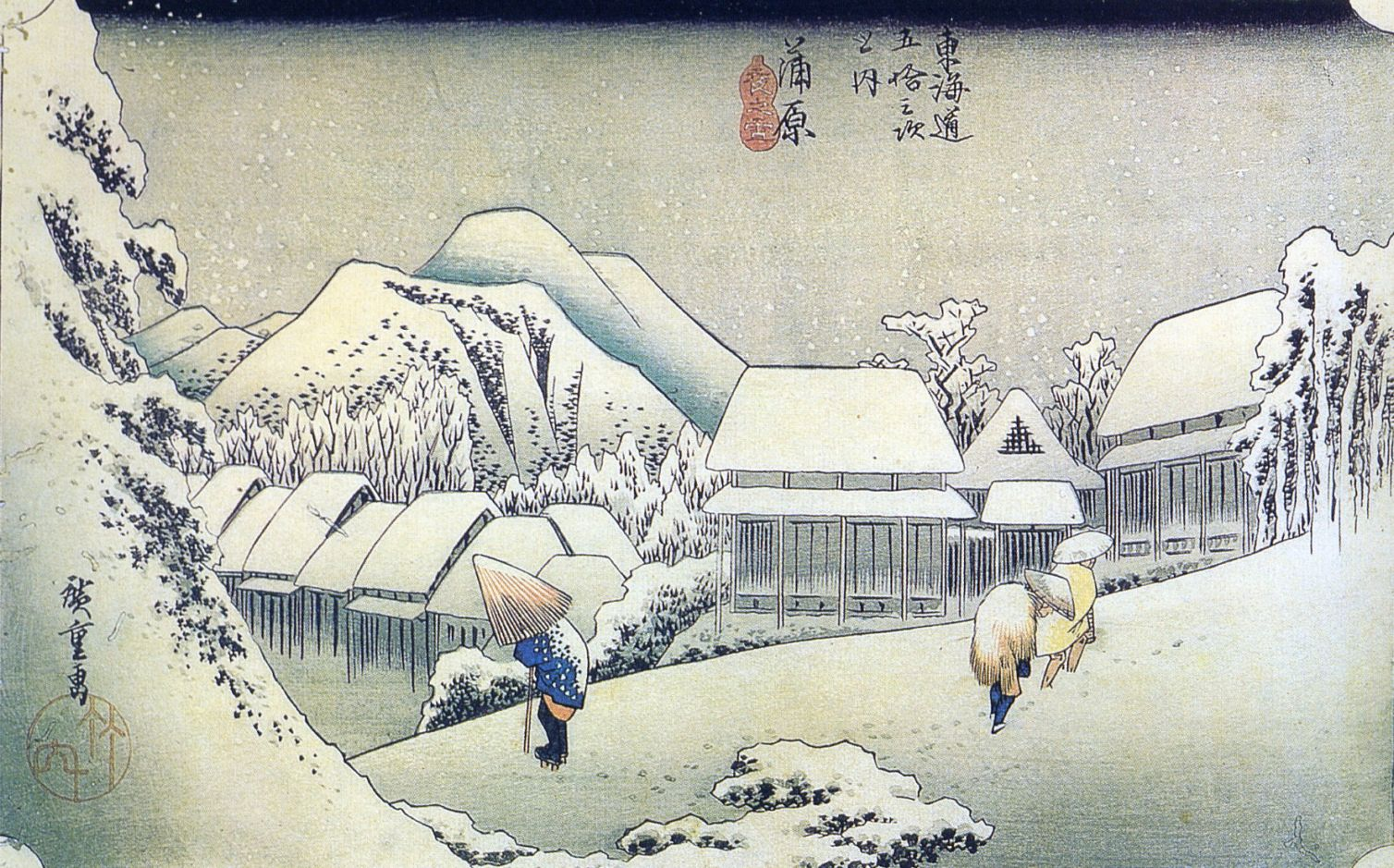
Ando Hiroshige: Sneeuw in Kanbara, 1833

Hoewel Hergé als grondlegger van de klare lijn wordt beschouwd is zijn tekenstijl niet uit het niets ontstaan. Hergé heeft zich op zijn beurt ook laten inspireren door andere artiesten. Vooruitlopende voorbeelden van deze tekenstijl vindt men bijvoorbeeld in het werk van Aubrey Beardsley. Naast de Chinese en Japanse prentkunst (waaronder Hiroshige) zijn er ook enkele striptekenaars te noemen die invloed op de tekenstijl van Hergé hebben gehad. De belangrijkste voorbeelden (merendeels door Hergé zelf genoemd in interviews) zijn:
- Benjamin Rabier

Franse illustrator en striptekenaar, vooral bekend om zijn tekeningen van dieren. Hergés stripheld Kuifje (Tintin in het Frans) heeft zijn naam te danken aan het kinderboek Tintin Lutin (1898) van Rabier. Vooral voor wat betreft zijn tekeningen van dieren heeft Hergé zich laten inspireren door Benjamin Rabier.
- Joseph Pinchon

Franse illustrator en striptekenaar, meest bekend van de tekststrip Bécassine. Pinchon is een van de pioniers van de Europese strip en heeft als zodanig veel invloed op andere tekenaars uitgeoefend.
- Alain Saint-Ogan

Franse striptekenaar van strips zoals Zig et Puce, Mitou et Toti, Prosper en Monsieur Poche. Hergé bewonderde Alain Saint-Ogan vooral wat betreft de helderheid en leesbaarheid van zijn tekeningen en was op deze punten dan ook sterk door hem beïnvloed.
- George McManus

Amerikaanse tekenaar van vele strips waarvan Bringing up father de meest bekende is. Hergé heeft zich bij het tekenen van zijn personages sterk laten beïnvloeden door de tekenstijl van McManus.

### Navolgers 1930-1970
Hergé kreeg al snel navolgers. Sommige tekenaars probeerden de stijl van Hergé zo veel mogelijk te imiteren, andere tekenaars verwerkten elementen van de klare lijn in hun strips maar hielden er wel een eigen stijl op na.

#### Imitatie
Tekenaars die de stijl van Hergé het dichtst benaderden, al dan niet om het vak te leren of om mee te profiteren van het succes van Kuifje:
- François Gianolla: Les avontures en Afrique de Fred, Mile et Bob (1931)

Nederlandstalige albumtitel in 1940: Verbazende avonturen in Afrika van Jef, Dolfke en Rob, rakkers zonder vaar of vrees
- Jijé (Joseph Gillain): Jojo (Le Dévouement de Jojo, 1936-1937 en Les Nouvelles Aventures de Jojo, 1937-1939)

In 1939 verscheen in het stripblad Spirou (in het Nederlands bekend als Robbedoes) een avontuur van Freddy Fred getiteld Het geheim van den Hindoesleutel. Hoewel ook in deze strip nog invloeden van de klare lijn te herkennen zijn was de tekenstijl van Jijé al meer naar een eigen stijl geëvolueerd. De zogenoemde atoomstijl vond zijn oorsprong in deze strip. Als opvolger voor Freddy Fred tekende Jijé voor Spirou de strip Trinet et Trinette (Theo en Thea) van 1939 tot 1941, ook deze strip vertoont nog kenmerken van de klare lijn.
- Marc Ratal (Paul Verbeek): Puck, reporter (Le Trésor de Baron Goudman, 1941 en Vers Kaboul, 1942)
- Marleb (Jacques Martin + Henri Leblicq): Jack et Minne (Le Hibou Gris, 1946 en Le Sept de Trèfle, 1947)

Onder het gezamenlijke pseudoniem Marleb tekenden de Fransman Jacques Martin (personages) en Henri Leblicq (decors en inkleuring) de avonturen van Jack et Minne. Nog steeds onder het pseudoniem Marleb, maar nu zonder de medewerking van Leblicq, tekende Martin ook enkele avonturen van Oeil de Perdrix (Eksteroog) waarvan het eerste avontuur Le Secret du Calumet in 1947 direct in album werd uitgegeven. Ook in deze strip (Nederlandse titel: Het geheim van de Calumet) zijn er nog elementen van de klare lijn terug te vinden.
- Maurice Tillieux: Bob Bang (1947-1948), Félix (vanaf 1949)

Félix zou tot 1956 in Héroïc-Albums verschijnen maar alleen in de eerste jaren van deze strip was er sprake van de klare lijn, hierna zou de strip transformeren naar een stijl die meer weg had van het werk van Franquin.
- François Bel: Pat et Moune (vanaf 1947), Pompon Rouge (ook bekend onder de naam Jordi)
- Jean Chakir: Inspecteur Saboum (1959 tot 1971)

#### Inspiratie
Tekenaars die in hun werk duidelijke invloeden van de klare lijn vertoonden maar die er wel een eigen stijl op nahielden waren onder andere:
- Pierre Brochard: Alex et Eureka, Zephyr
- Herboné (René Bonnet): Fripounet et Marisette
- Frédéric-Antonin Breysse: Oscar Hamel (het vroege werk)
- J. Lebert (Yves Gilbert): Tonton Eusèbe

#### Leerschool
Ook bij de medewerkers van het weekblad Kuifje is de invloed van Hergé soms duidelijk aanwezig, Hergé was de grote man bij het stripblad Kuifje en als zodanig ook een voorbeeld voor de tekenaars die voor het blad begonnen te werken. Voornamelijk in het vroege werk (de eerste verhalen van hun stripreeksen) van deze tekenaars zijn er elementen van de klare lijn zichtbaar. Voorbeelden:
- Jacques Martin: Alex
- Jacques Laudy: Hassan en Kaddoer
- Bob De Moor: Barelli
- Fred Funcken: Lode en Pluim
- Tibet (Gilbert Gascard): Chick Bill
- François Craenhals: De 4 helden
- Willy Vandersteen: Suske en Wiske (de zogenaamde Blauwe Reeks)

### Navolgers 1970 tot heden
In de jaren zestig van de 20e eeuw was er weinig belangstelling meer voor de klare lijn, de stijl werd als braaf en oubollig gezien. In de jaren zeventig echter bloeide de aandacht voor deze tekenstijl weer op, in eerste instantie binnen een genre waar men dit het minst zou verwachten, namelijk de zogenaamde undergroundstrip. Later zou de stijl ook bij de gevestigde striporde weer in zwang raken. Globaal kan men twee hoofdstromingen onderscheiden, het modernisme en het traditionalisme. Er is niet altijd een duidelijke scheidslijn te trekken, sommige klare lijn tekenaars kunnen tot beide stromingen gerekend worden.

#### Modernisme
De modernisten koppelden de klare lijn los van zijn traditionele functie, de stijl werd niet langer gebruikt om een helder avonturenverhaal met helden en boeven te vertellen maar werd een middel om maatschappijkritiek te leveren of om onderwerpen zoals seks en drugs bespreekbaar te maken. Soms ook wordt de stijl gebruikt voor strips waarin antihelden de hoofdrol spelen. Meer nog dan voor het maken van strips werd de stijl gebruikt als basis voor de illustratiekunst. Marc Smeets maakte surrealistische illustraties en pseudo-strips in klare lijn stijl, Joost Swarte ontwikkelde zich tot een meester in het vertellen van een verhaal met één illustratie en Joost Veerkamp, meer illustrator dan striptekenaar, maakt prenten waarin hij, geheel tegen de traditie van de klare lijn in, schaduw en kleurverloop gebruikt. Enkele bekende modernisten zijn:
- Mark Smeets: De triomf van het tekenen
- Joost Swarte: Katoen + Pinbal, Modern Swarte (Moderne Kunst / Cultuur en Techniek)
- Theo van den Boogaard: Sjef van Oekel
- Ted Benoit: Ray Banana, Bingo Bongo
- Joost Veerkamp: Thomas Loos - Week in, week uit (onvoltooid)
- Stefan Glerum: Illustraties

#### Traditionalisme
De traditionalisten (of neo-klassieken) gebruiken de klare lijn zoals die oorspronkelijk door Hergé bedoeld was, namelijk als middel om een helder avonturenverhaal te vertellen. Vaak, maar niet altijd, zijn dit strips bedoeld voor een jeugdig publiek. Enkele bekende tekenaars:
- Henk 't Jong: Willem Peper
- Jan Vervoort: Freezer en Albedil, Pim Perikel, Lila en Merijn, Elno, Melior
- Dick Briel: Professor Palmboom
- Eric Heuvel: January Jones, Bud Broadway, Toen was geluk heel gewoon, Geheim van de tijd
- Teun Berserik: Geheim agent Pang, Ir. Tango, Cat Banda
- Peter van Dongen: Muizentheater, Rampokan
- Dirk Stallaert: Nino
- Elbée (Laurent Buquet): César et Jessica et les autres (voorheen César en César et Jessica genaamd)
- Stoko: Rotor
- Exem (Emmanuel Excoffier): Percelot

## Verwante stijlen
De term klare lijn wordt in ruimere zin soms ook gebruikt voor twee andere stijlen, te weten de tekenstijl van Edgar P. Jacobs en de zogenaamde atoomstijl. Ten onrechte, omdat deze stijlen niet direct gebaseerd zijn op de tekenstijl van Hergé. Toch is dit fenomeen wel te verklaren:
- De drie stijlen zijn semi-realistische tekenstijlen waarin de helderheid van de tekeningen een belangrijk kenmerk is.
- Het zijn alle drie retrostijlen (stijlen die teruggrijpen naar het verleden) die in dezelfde periode (jaren zeventig en tachtig van de 20e eeuw) opnieuw in de belangstelling kwamen te staan
- De tekenaars die deze stijlen navolgen beperken zich meestal niet tot een van deze stijlen maar gebruiken elementen van alle drie de stijlen.

### Jacobs-stijl
Edgar P. Jacobs, bekend en beroemd geworden met zijn strip Blake en Mortimer, heeft zelf in interviews aangegeven dat hij qua tekenstijl niet direct beïnvloed is door Hergé. Wel geeft hij aan dat hij en Hergé beiden streven naar een heldere en nauwkeurige tekening (ten dienste van het verhaal) wat verklaart dat beide stijlen enige gelijkenis vertonen. Ten opzichte van de stijl van Hergé kenmerkt de stijl van Jacobs zich door een verder doorgevoerd realisme en meer details in de tekeningen. Net als Hergé heeft ook Edgar Pierre Jacobs navolgers gekregen, mede omdat de serie Blake en Mortimer na de dood van Jacobs door andere tekenaars is voortgezet. Enkele bekende namen zijn:
- Paul Cuvelier: De wonderbare uitvinding van Professor Hyx (1948)
- Jacques Martin: Lefranc - Het sein staat op rood (1952)
- Floc’h (Jean-Claude Floch): Albany en Sturgess
- Patrick Dumas: Allan Mac Bride
- Dominique Hé: Marc Meester
- Pascal Zanon: Harry Dickson
- Garen Ewing: Julius Chancer - The Rainbow Orchid

Tekenaars die Jacobs hebben opgevolgd als tekenaar van de strip Blake en Mortimer:
- Bob De Moor
- Ted Benoit
- André Juillard
- René Sterne
- Chantal De Spiegeleer
- Antoine Aubin (Aubin Frechon)
- Peter van Dongen
- Teun Berserik

### Atoomstijl
Net als de term "klare lijn" is de term "atoomstijl" een naam die bedacht is door Joost Swarte. Hij gebruikte de term in 1977 voor de School van Marcinelle die in de jaren 1950 furore maakte.
De atoomstijl is niet exact te definiëren, het is een stijl die voornamelijk is gebaseerd op het vroege tekenwerk van Jijé zoals die voor het eerst waarneembaar is in zijn strip Freddy Fred (1939). Soms wordt tevens het vroege werk van tekenaars als Tillieux, Will en zelfs Franquin genoemd als bron van inspiratie voor deze stijl.
Thematisch sluiten de strips aan op het optimisme en futurisme van de jaren 50 van de 20e eeuw. De tekenaars spelen met design en laten zich in hun werk beïnvloeden door meubelontwerp, architectuur, auto's, grafische kunsten. Ten opzichte van de stijl van Hergé kenmerkt de atoomstijl zich door een meer gestileerd realisme en meer dynamiek in de tekeningen, maar de atoomstijl is niet te reduceren tot één tekenstijl.
Pionier van de atoomstijl is Ever Meulen (pseudoniem van Eddy Vermeulen) die in een extreem gestileerde heldere stijl voornamelijk werk leverde als illustrator. Zijn illustraties (en enkele strips) zijn een voorbeeld voor veel navolgers geweest. Een andere pionier van de atoomstijl is Yves Chaland die in een wat minder extreme stijl "atoomstrips" tekende.

### Andere stijlen
Hoewel de term klare lijn oorspronkelijk dus bedoeld was om de tekenstijl van Hergé en diens navolgers aan te duiden, wordt de benaming tegenwoordig in meer algemene zin gebruikt voor alle stijlen die kenmerken van de klare lijn vertonen. Niet alleen de Jacobs-stijl en atoomstijl worden dan onder deze noemer gebracht, maar ook andere stijlen die niet of nauwelijks verwant zijn aan de stijl van Hergé, zoals het werk van:
- Roger Leloup: Yoko Tsuno
- Henk Kuijpers: Franka
- Jacques Tardi, en navolgers van Tardi zoals Pierre Wininger, Michel Duveaux, Jacques Ferrandez, Violeff (Jacques Bablon)